# Vignaux
Vignaux é uma comuna francesa na região administrativa de Occitânia, no departamento de Alta Garona. Estende-se por uma área de 4,04 km². Em 2010 a comuna tinha 141 habitantes (densidade: 34,9 hab./km²).